# Ytrafjall
Ytrafjall är ett berg i republiken Island. Det ligger i regionen Norðurland eystra, 260 km nordost om huvudstaden Reykjavík. Toppen på Ytrafjall är 734 meter över havet.
Runt Ytrafjall är det mycket glesbefolkat, med 4 invånare per kvadratkilometer. Närmaste större samhälle är Dalvík, omkring 18 kilometer sydost om Ytrafjall. Trakten runt Ytrafjall består i huvudsak av gräsmarker.